# Gajówka (Chróścice)
Gajówka – część wsi Chróścice w Polsce położona w województwie opolskim, w powiecie opolskim, w gminie Dobrzeń Wielki.
W latach 1975–1998 Gajówka położona była w „starym” województwie opolskim.